# سلسفي سيزاربانوفي
السلسفي السيزاربانوفي (باللاتينية: Scorzonera czerepanovii) نوع نباتي ينتمي إلى جنس السلسفي من الفصيلة النجمية. سمي نسبة إلى عالم النبات سيزاربانوف.

## الموئل والانتشار
موطنه بلاد الشام والقوقاز.

## مرادفات للاسم العلمي
- (باللاتينية: Leontodon lanatus L.)
- (باللاتينية: Scorzonera lanata (L.) Hoffm. [non Schrank 1789])